# Jean Márquez
Jean Jonathan Márquez Orellana (sinh ngày 6 tháng 3 năm 1985), là một cầu thủ bóng đá người Guatemala thi đấu ở vị trí tiền vệ cho Comunicaciones.

## Sự nghiệp

### Bàn thắng quốc tế
Bàn thắng quốc tế tính đến ngày 6 tháng 9 năm 2016.
| Bàn thắng | Thời gian | Địa điểm                                             | Đối thủ                     | Tỉ số | Kết quả | Giải đấu                                     |
| --------- | --------- | ---------------------------------------------------- | --------------------------- | ----- | ------- | -------------------------------------------- |
| 1.        | 2-10-16   | Sân vận động Mateo Flores, Guatemala City, Guatemala | Honduras                    | 2–1   | 3–1     | Giao hữu                                     |
| 2.        | 3-03-16   | Sân vận động Mateo Flores, Guatemala City, Guatemala | El Salvador                 | 1–0   | 1–0     | Giao hữu                                     |
| 3.        | 9-06-16   | Sân vận động Mateo Flores, Guatemala City, Guatemala | Saint Vincent và Grenadines | 9–2   | 9–3     | Vòng loại giải vô địch bóng đá thế giới 2018 |